# Laufitu
Laufitu je bila fidžijska plemkinja.
Muž gospe Laufitu bio je poglavica Rasolo, koji je bio Tu'i Nayau. Rasolo i Laufitu bili su roditelji Roka Malanija.
Laufitu je prva poznata osoba koja je bila Radini Nayau.